# Josef Zika
Josef Zika (též uváděn jako Zíka; 12. října 1920 – 16. března 1951) byl československý převaděč, pašerák a člen protikomunistického odboje.

## Život
Zika je spojený s aktivitami v úseku dnes již zaniklé obce Pleš v Českém lese. Přišel sem jako hajný v šestadvaceti letech v rámci poválečného osidlování pohraničí v roce 1946 ze středočeského polesí Dřevíč.
Po únorovém komunistickém převratu se stal převaděčem. 16. listopadu 1948 ho zatkli příslušníci SNB, Zikovi se nicméně podařilo uprchnout, když při transportu k výslechu využil poruchy auta.
Po útěku do Bavorska pracoval pro americký Protišpionážní sbor CIC a československou exilovou zpravodajskou službu generála Františka Moravce.
Opakovaně přecházel československé hranice. O jeho aktivitách získaly československé bezpečnostní složky postupně mnoho informací, mj. i od svých agentů - informátorů. V pátek 16. března 1951 ve 21 hod. zemřel v přestřelce s pohraničníky mezi hraničními kameny 5 a 6 u osady Václav.